# Diario Extra (Costa Rica)
Diario Extra,  fundado el 18 de septiembre de 1978 en San José, Costa Rica, es un periódico de formato tabloide publicado de lunes a sábado a nivel nacional. Es un periódico impreso de circulación nacional 
Se caracteriza por un lenguaje sencillo, directo y pícaro.

## Características
Además de noticias, el periódico publica suplementos educacionales y espacios de opinión política, económica, social e ideológica. Su columna más emblemática es Sentimientos en conflicto, dedicada a la consulta de consejos respecto a problemas románticos o personales.
Diario Extra es parte de la organización Grupo Extra, conformada además por Radio América y ExtraTV42. En septiembre de 2012 falleció el fundador de la Extra, William Gómez Vargas.